# Copa Mundial de Desarrollo de waterpolo FINA
La Copa Mundial de Desarrollo de waterpolo FINA (FINA Water Polo Challengers Cup) es una competición de waterpolo creada en 2007, surgida con la intención de que jueguen las selecciones internacionales que normalmente no participan en las competiciones FINA. Esta competición está organizada por la FINA y se celebra cada 2 años.

## Historial

### Copa masculina
| Año           | Sede             | Oro            | Plata          | Bronce            |
| ------------- | ---------------- | -------------- | -------------- | ----------------- |
| 2007          | Ciudad de Kuwait | Colombia       | Puerto Rico    | Irán              |
| 2009          | Ciudad de Kuwait | Kuwait         | Singapur       | Trinidad y Tobago |
| 2011          | Dammam           | Arabia Saudita | Irán           | Kuwait            |
| 2013          | Ciudad de Kuwait | Uzbekistán     | Egipto         | Arabia Saudita    |
| 2015          | Teherán          | Irán           | Uruguay        | Austria           |
| 2017          | Gżira            | Uruguay        | Arabia Saudita | Austria           |
| 2019          | Singapur         | Singapur       | Austria        | Indonesia         |
| 2021 Detalles | Barranquilla     | Colombia       | Puerto Rico    | Kuwait            |

#### Primera Edición
La primera edición tuvo lugar en la Ciudad de Kuwait del 2 al 8 de mayo de 2007.
Participaron 12 equipos de tres continentes África, América y Asia: 
Argelia, Chile, Colombia, Irán, Kenia, Corea, Kuwait, Marruecos, Puerto Rico, Arabia Saudí, Túnez y Uruguay. 

Clasificación final de la primera edición: 
1. Colombia; 2. Puerto Rico; 3. Irán; 4. Kuwait; 5. Arabia Saudi; 6. Uruguay; 7. Corea; 8. Chile; 9. Argelia; 10. Túnez; 11. Marruecos; 12. Kenia.

#### Segunda Edición
Tuvo lugar en la Ciudad de Kuwait del 5 al 11 de abril de 2009.
Clasificación final de la segunda edición: 
1.Kuwait; 2.Singapur; 3.Trinidad y Tobago; 4.Filipinas; 5.Marruecos; 6.Argelia; 7.Uruguay; 8.Indonesia; 9.Jamaica; 10.Guatemala; 11.Túnez; 12.Kenia

### Copa femenina
| Año           | Sede         | Oro      | Plata     | Bronce      |
| ------------- | ------------ | -------- | --------- | ----------- |
| 2021 Detalles | Barranquilla | Colombia | Tailandia | Puerto Rico |